# Caius Atilius Bulbus
Caius Atilius Bulbus est un homme politique romain du IIIe siècle av. J.-C., de la gens Atilia, fils d'Aulus Atilius Calatinus.
- En 245 av. J.-C., il est élu consul[1].
- En 235 av. J.-C., il est consul pour la seconde fois.
- En 234 av. J.-C., il est censeur.

## Source antique
- Tite Live, Ab Urbe condita libri, XIII, 34.